# Real de Banjul Football Club
El Real de Banjul Football Club es un equipo de fútbol de Gambia que juega en la Liga de fútbol de Gambia, la liga de fútbol más importante del país.

## Historia
Fue fundado en el año 1966 en la capital Banjul siendo uno de los equipos más importantes del país, ha ganado 15 títulos de liga y 4 de copa.

## Palmarés
- Liga de fútbol de Gambia: 15

1972, 1974, 1975, 1978, 1983, 1994, 1997, 1998, 2000, 2007, 2012, 2014, 2023, 2024, 2025
- Copa de Gambia: 4

1969, 1970, 1997, 2019
- Supercopa de Gambia: 1

2012

## Participación en competiciones de la CAF
| Temporada | Torneo                            | Ronda      | Club                  | Casa  | Visita | Global  |
| --------- | --------------------------------- | ---------- | --------------------- | ----- | ------ | ------- |
| 1975      | Copa Africana de Clubes Campeones | 1          | Hafia FC              | w.o.1 | w.o.1  | w.o.1   |
| 1976      | Copa Africana de Clubes Campeones | 1          | Djoliba AC            | 0-2   | 0-2    | 0-4     |
| 1979      | Copa Africana de Clubes Campeones | 1          | Saint Joseph Warriors | 1-0   | 0-0    | 0-1     |
| 1979      | Copa Africana de Clubes Campeones | 2          | Hearts of Oak         | 1-1   | 0-2    | 1-3     |
| 1984      | Copa Africana de Clubes Campeones | Preliminar | SC Bissau             | 0-0   | 0-2    | 0-2     |
| 1995      | Copa Africana de Clubes Campeones | 1          | CD Travadores         | 1-0   | 0-0    | 1-0     |
| 1995      | Copa Africana de Clubes Campeones | 2          | Mbilinga FC           | 0-2   | 0-4    | 0-6     |
| 1999      | Liga de Campeones de la CAF       | Preliminar | AS Kaloum Star        | 0-2   | 1-1    | 1-3     |
| 2000      | Copa CAF                          | 1          | CSS                   | 0-1   | 0-1    | 0-2     |
| 2001      | Liga de Campeones de la CAF       | Preliminar | FC Derby              | 0-0   | 0-1    | 0-1     |
| 2001      | Liga de Campeones de la CAF       | 1          | ASC Diaraf            | 1-1   | 0-1    | 1-2     |
| 2013      | Liga de Campeones de la CAF       | Preliminar | FUS Rabat             | 2-1   | 0-1    | 2-2 (a) |
| 2015      | Liga de Campeones de la CAF       | Preliminar | BYC FC                | 1-1   | 1-0    | 2-1     |
| 2015      | Liga de Campeones de la CAF       | 1          | ES Sétif              | 1-1   | 0-2    | 1-3     |

1- Real de Banjul abandonó el torneo.

## Jugadores destacados
| - Joseph Jabang - Nesta - Modou Jobe - Landinm Konateh - Kenny Mansally | - Simon Ndure - Amadou Sanyang - Ebrima Sillah - Edrissa Sonko - Pa Dembo Tourray |

## Ex entrenadores
- Bai Malleh Wadda (anos 1980)[4]
- Modou Lamin Sey (2005-2007)[5]
- Alagie Sarr (2013)[6]
- Baboucarr Coker (?-septiembre de 2013)[7]
- Franky van de Velde (septiembre de 2013-noviembre de 2016)[7][8]
- Modou Lamin Sey (noviembre de 2016-junio de 2017)[8][9]
- Ebou Jarra (agosto de 2019-abril de 2021)[10][11]
- Bai Malleh Wadda (2021-presente)[3]